# Zábrdovice
Zábrdovice (německy Obrowitz) jsou městská čtvrť severovýchodně od centra statutárního města Brna. Její katastrální území má rozlohu 1,64 km². Původně samostatná vesnice byla k Brnu připojena v roce 1850. Od 24. listopadu 1990 je území Zábrdovic rozděleno mezi samosprávné městské části Brno-sever a Brno-střed a od 1. května 1998 také mezi městskou část Brno-Židenice. Žije zde přes 12 000 obyvatel.

## Název
Na osadu se přeneslo pojmenování jejích obyvatel zabrdovici - "lidé (žijící) za brdem, tj. za kopcem". Označení snad mohli dát obyvatelé Starého Brna a oním kopcem mohl být Petrov.

## Charakteristika čtvrtě
Čtvrť sousedí přímo s historickým jádrem Brna a proto má výrazně městský charakter s velice hustou zástavbou s několika dopravně vysoce vytíženými ulicemi. Převažují zde historické dvou- a vícepatrové obytné domy, na kterých jsou ovšem často patrné známky nedostatečné údržby.
Osu a zároveň nejdůležitější ulici čtvrtě tvoří ulice Cejl, v níž se nalézá celá řada menších obchodů, hospod a restaurací. Ve čtvrti se nachází administrativní budovy okresního soudu Brno-venkov a Finanční úřad Brno I a III. Na křižovatce ulic Tkalcovská a Cejl se nachází také zdejší hypermarket Albert, v prostorách někdejší továrny Vlněna, jejíž objekt vyhořel v roce 2001. Prodloužení Cejlu v židenické části Zábrdovic představuje neméně důležitá ulice Zábrdovická, u níž se nachází areál Vojenské nemocnice Brno, bývalý zábrdovický klášter s kostelem Nanebevzetí Panny Marie, rozsáhlý areál kdysi významné Zbrojovky Brno, nebo známé Městské lázně Zábrdovice, či brněnská Úrazová nemocnice.
K dalším pro dopravu důležitým ulicím patří ulice Francouzská, Vranovská, Jugoslávská, a Merhautova tvořící severní hranici katastru Zábrdovic. V centrální části moderních Zábrdovic se nachází také radnice městské části Brno-sever. Zábrdovicemi protéká poslední zachovaný brněnský říční náhon – Svitavský náhon. Čtvrť je mezi obyvateli Brna neblaze proslulá pro svoji početnou romskou komunitu, kvůli které se jí přezdívá Brněnský Bronx. V této části se také nachází Muzeum romské kultury.

## Obyvatelstvo
| 1970   | 1980   | 1991   | 2001   | 2011   | 2021   |
| ------ | ------ | ------ | ------ | ------ | ------ |
| 19 353 | 14 155 | 11 259 | 11 224 | 12 193 | 12 632 |

## Historický přehled
Na území dnešních Zábrdovic existovalo v minulosti více katastrálních území nebo jejích částí: vedle jádra původního katastrálního území Zábrdovice to byla dále celá katastrální území Josefov, Na Hrázi a Příkop, téměř celé katastrální území Kožená, asi polovina katastrálního území Dolní a Horní Cejl, malá část původního katastrálního území Židenice a nepatrná nikdy nezastavěná část původního katastrálního území Město Brno. Tyto celky přitom náležely pod různou vrchnost. Původní katastr Zábrdovic přitom zasahoval také do Černých Polí, Husovic, Trnité, Židenic a Černovic.

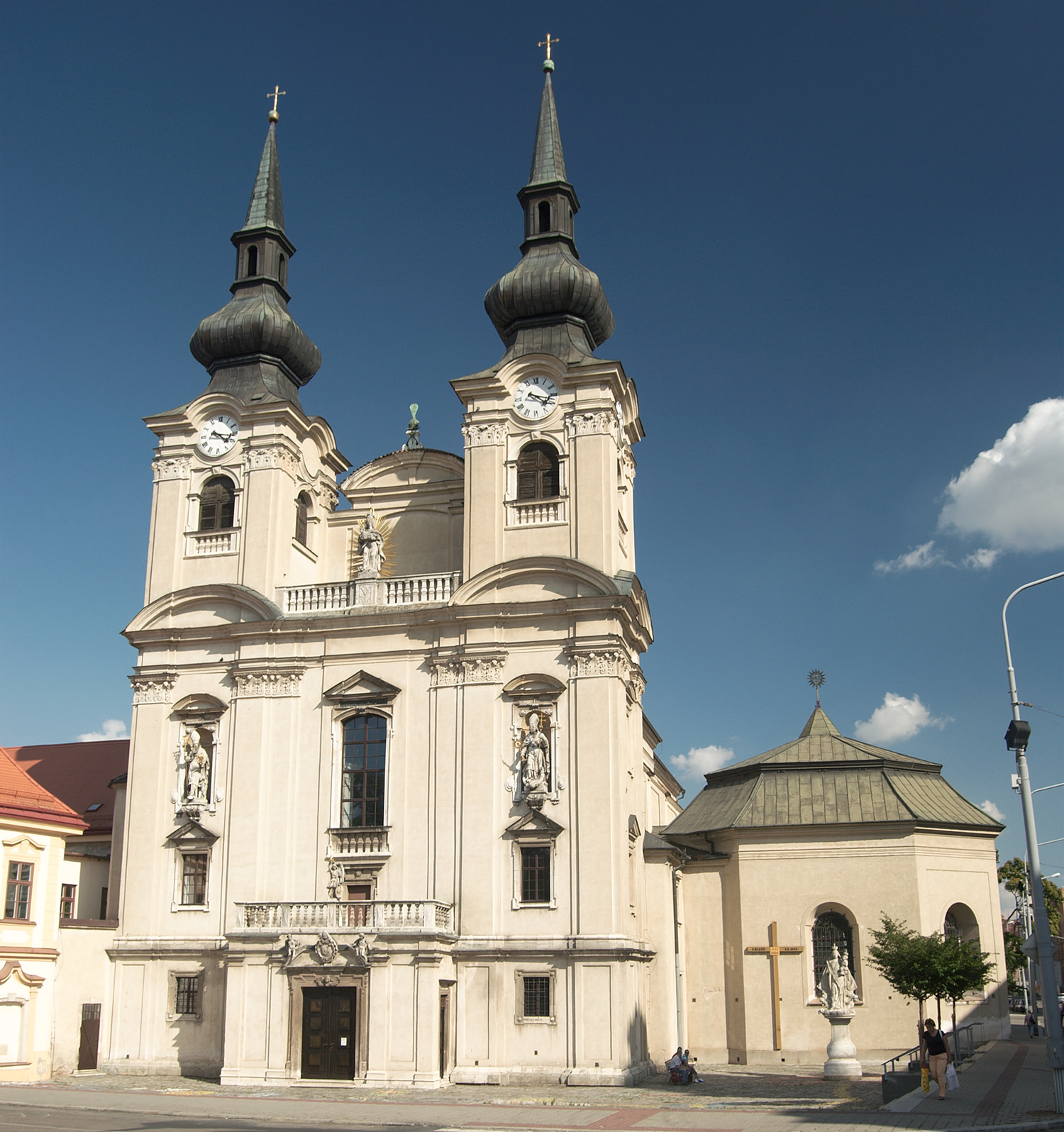
Zábrdovický kostel Nanebevzetí Panny Marie

Vlastní Zábrdovice byly původně vesnicí připojenou k Brnu 6. července 1850. První zmínka o Zábrdovicích, které vznikly okolo premonstrátského kláštera založeného před rokem 1209, je z roku 1237. Zakladatelem kláštera byl moravský šlechtic Lev z Klobouk, který na stavbu poskytl dělníky ze svého panství. S klášterem pak byly úzce spjaty i dějiny Zábrdovic. Lev z Klobouk měl v Zábrdovicích také dvorec a při něm i vlastnický a farní kostel sv. Kunhuty. V těsném sousedství původních Zábrdovic existovala od středověku na původním i současném katastru Zábrdovic malá vesnice Radlas. Vlastní Zábrdovice se skládaly ze dvou vesnických sídelních celků, které oddělovala Svitava: drobnější zástavby na levém břehu řeky jižně od kláštera a západněji položené větší vesnice na pravém břehu řeky. Roku 1824 pak na jihu původního katastru Zábrdovic (avšak na území moderního katastru Trnité) vzniklo na východě dnešní ulice Křenová nové předměstí Olomoucká ulice.
Na ulici Radlas (název odvozen od osady Radlany, vzniknuvší při Radlínově mlýně na místě pozdější ulice) došlo 22. září 1850 k prvnímu brněnskému vzletu balónu s lidskou posádkou.

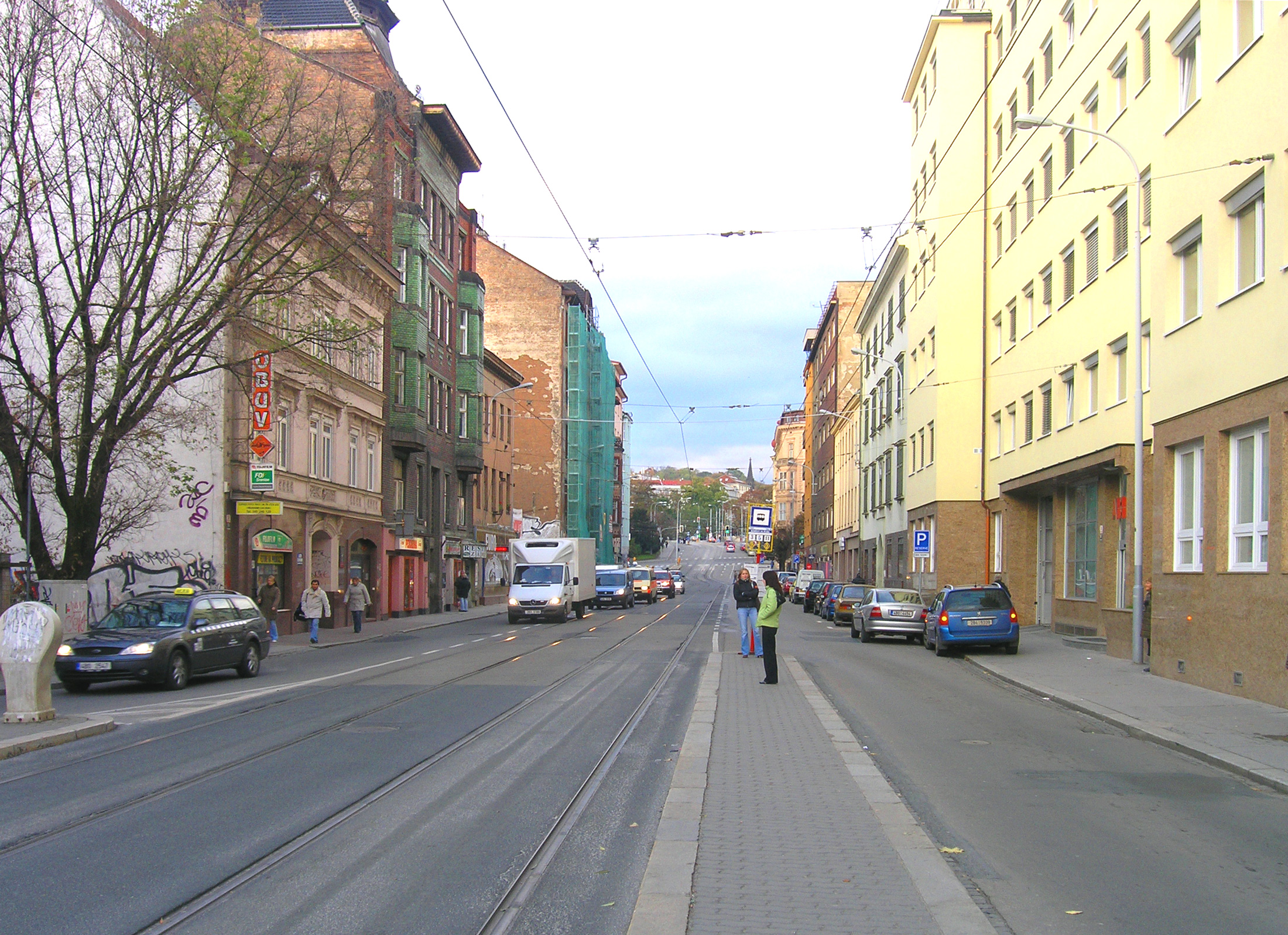
Ulice Milady Horákové u centra Brna

Současnou rozlohu i hranice získaly Zábrdovice až koncem 60. let 20. století v důsledku druhé katastrální reformy Brna. Do té doby měly úplně jiné hranice. Z historických map vyplývá, že k nim původně patřila také část moderního katastru Husovic ohraničená na severu ulicemi Svitavskou, Nováčkovou a Dačického (původně tato ulice nesla příznačný název „Hraniční“), dále k nim náležela také část moderního katastru Černých Polí, severovýchodní část moderního katastru Trnité, několik bloků na severozápadě moderního katastru Černovic a okrajové části moderního katastrálního území Židenice.
Naopak k nim původně nepatřila značná část jejich současného území. Jednalo se konkrétně o západní část jejich současného katastru ohraničenou na východě linií ulic Jugoslávská, Přádlácká, pak hranice vedla přímo na jih zdí mezi domy až na ulici Cejl, kterou procházela na jihozápad, obracela se na jih do ulice Valcha, od níž pokračovala přímo na jih až ke Svitavskému náhonu, po jehož pravém břehu pak pokračovala dále. V této západní části moderních Zábrdovic původně existovala výše zmíněná katastrálního území Dolní a Horní Cejl, Josefov, Na Hrázi a Příkop, Kožená a nezastavěný okraj katastrálního území Město Brno. Již v 19. století však docházelo k zahušťování a vzájemnému srůstání zástavby předměstí Dolního a Horního Cejlu, Josefova, Na Hrázi a Příkopu, Kožené a pravobřežních Zábrdovic, čímž se nakonec západně od Svitavy položená zástavba dnešních Zábrdovic stala jednotným urbanistickým celkem, zatímco levobřežní zábrdovická obytná zástavba později v podstatě ustoupila továrním budovám. Na východě k Zábrdovicím naopak nepatřila území ohraničená tokem Svitavské strouhy.
Na přelomu 20. a 30. let byl v Zábrdovicích na místě původních lázní z roku 1882 postaven objekt lidových lázní dle návrhu velmi uznávaného architekta Bohuslava Fuchse. Původní lázně měly šest komůrkových koupelí a tři venkovní bazény. Jeden pro muže, druhý pro ženy, třetí pro děti a vojsko. Na začátku 20. století se tam konaly první plavecké závody v Brně a zápasy ve vodním pólu. Lázně jsou známé i v zahraničí jako pamětihodnost funkcionalistické architektury. Budova zimních lázní disponovala 24 vanami a měla 32 sprch, v přízemí byly parní a teplovzdušné lázně, bazén se studenou a teplou vodou, vodoléčba a masážní stoly. V letních lázních byly šatny pro pět tisíc lidí, bazény byly rozděleny pro plavce a neplavce, doplňovala je hřiště a louka na opalování. Později je doplnil tobogán a umělé vlnobití.
Roku 1935 došlo k úpravě hranice s Dolním a Horním Cejlem, Husovicemi a Židenicemi. Při první katastrální reformě Brna Zábrdovice roku 1939 ztratily menší okrajové části svého katastru ve prospěch Dolního a Horního Cejlu (hranice byla posunuta do ulice Špitálka), roku 1940 naopak získaly malou část původního katastru Trnité při ulicích Čechyňské a Mlýnské, roku 1941 získaly zpět blok domů připojený roku 1935 k Husovicím, naopak malou část katastru ztratily ve prospěch Černovic a Židenic.
Po sametové revoluci došlo celkem ke dvojímu přerozdělení čtvrtě mezi městské části. V současnosti jsou Zábrdovice rozděleny mezi městské části Brno-střed, Brno-Židenice (1990) a Brno-sever (1998). Největší část (70,7 ha) katastru Zábrdovic spadá do městské části Brno-střed. Východní část (48,7 ha) na levém břehu Svitavy je součástí městské části Brno-Židenice a menší severní část (44,1 ha) patří městské části Brno-sever.
Jednou z posledních institucí, která stále drží historickou kontinuitu a zachovala si vazbu na území Zábrdovic je farnost Brno-Zábrdovice, celým názvem Římskokatolická farnost u kostela Nanebevzetí Panny Marie, Brno-Zábrdovice; území farnosti je dáno výčtem ulic.

## Památky
- Seznam kulturních památek v Zábrdovicích (Brno-střed) (část území v městské části Brno-střed)
- Seznam kulturních památek v Brně-Židenicích (část území v městské části Brno-Židenice)
- Seznam kulturních památek v městské části Brno-sever (část území v městské části Brno-sever)

## Další fotografie

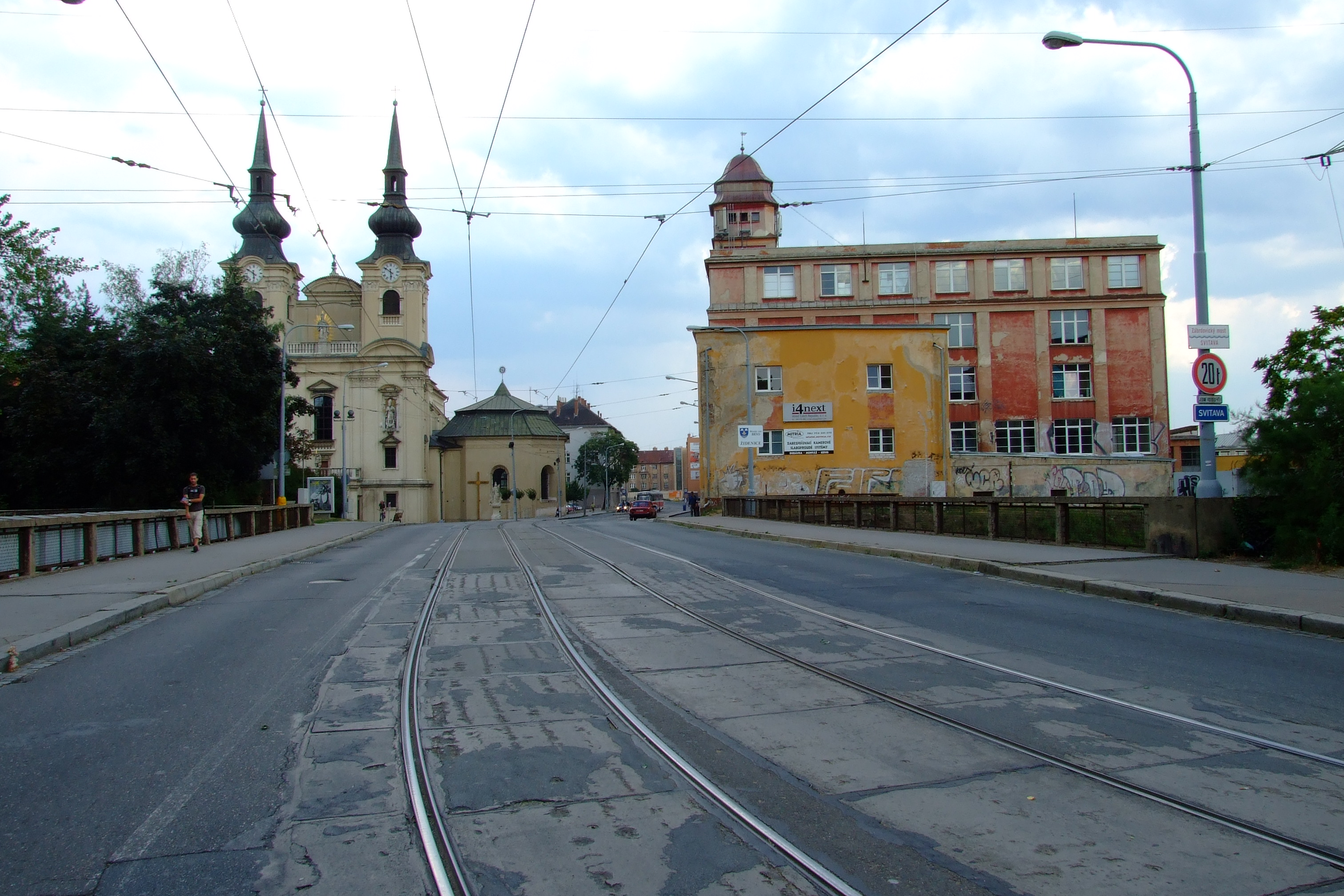
Zábrdovická ulice a most přes Svitavu
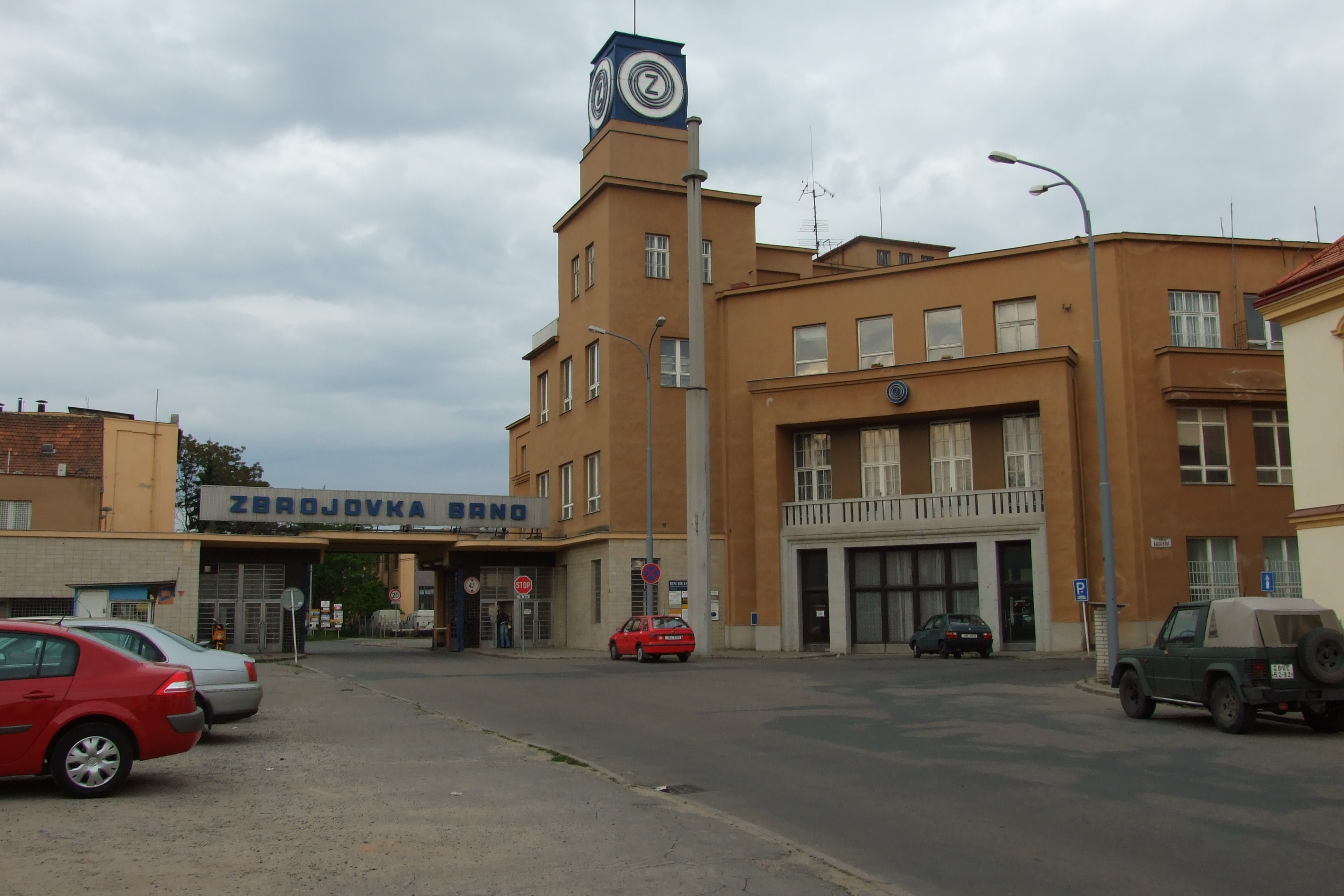
Vstupní areál Zbrojovky
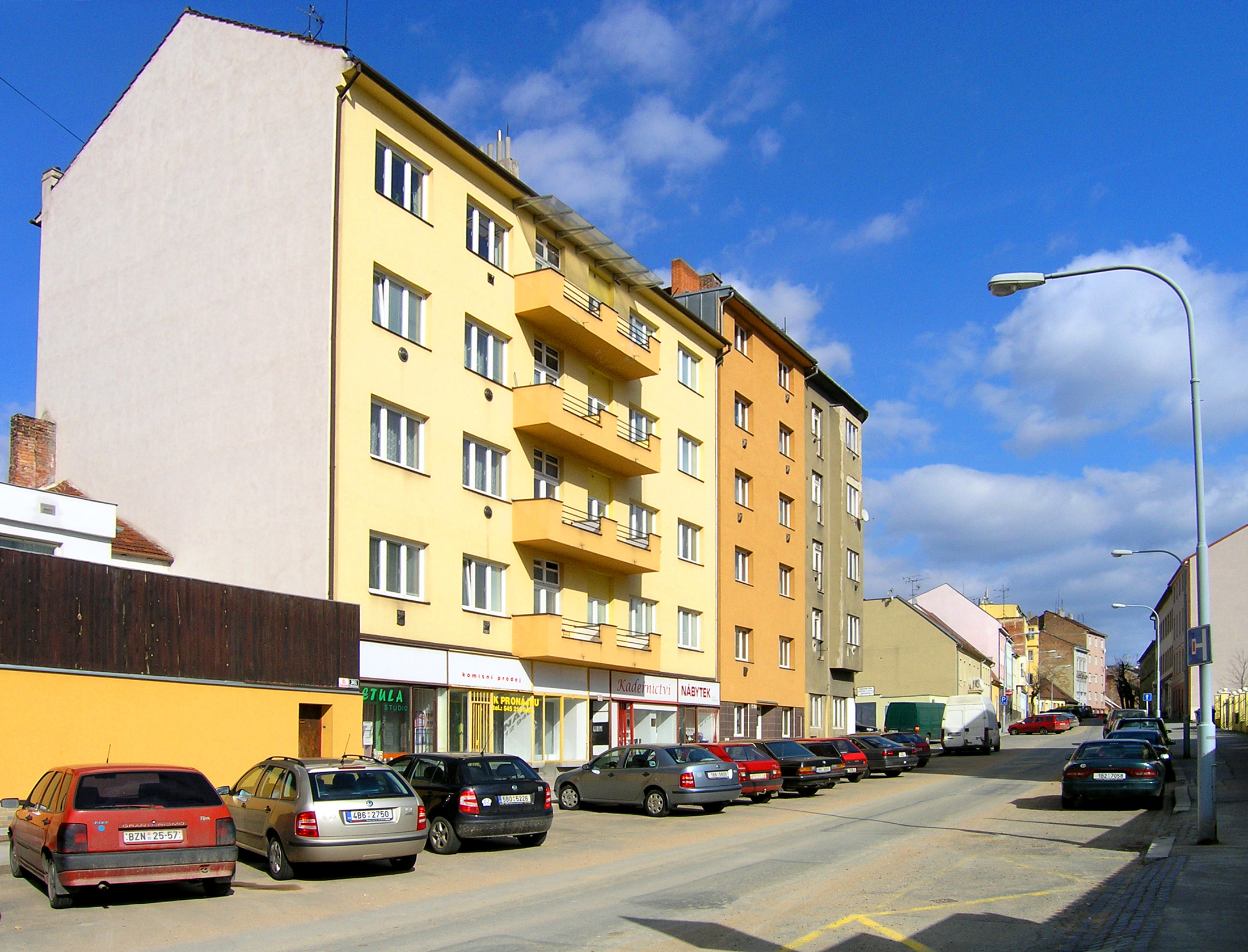
Francouzská ulice
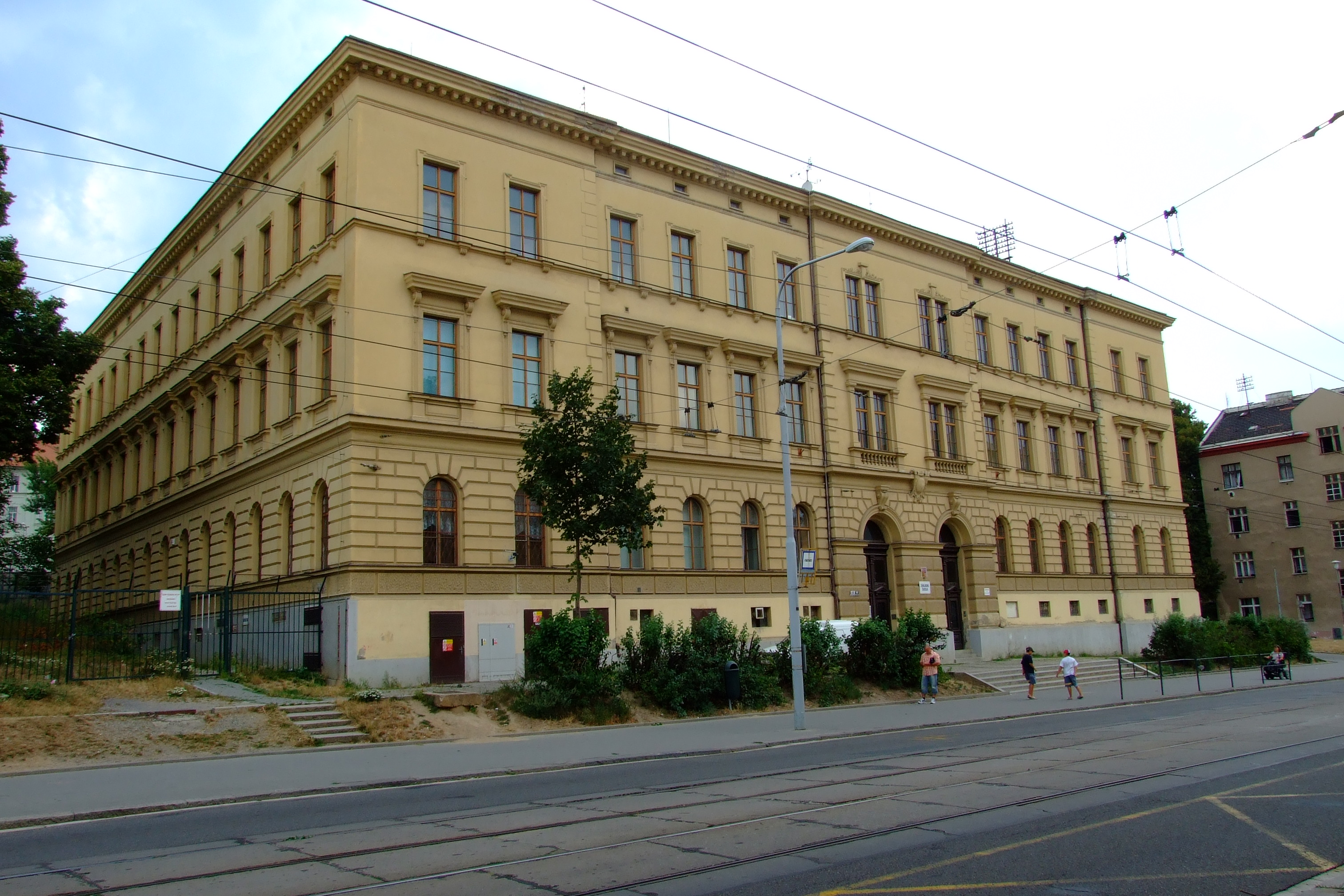
Základní škola ve Vranovské ulici